# زوبعة

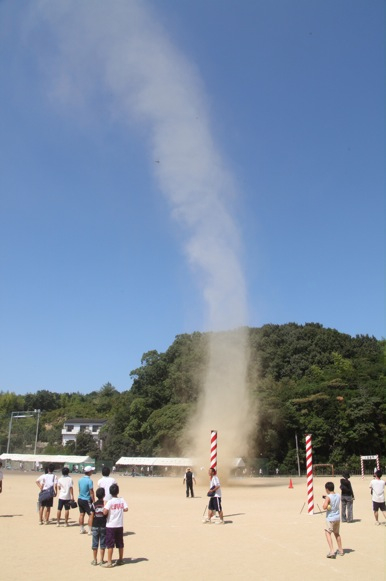
عفريت الغبار هو مثال على الزوبعة

زوبعة في عاصفة

الزوبعة (الجمع: زَوابِعُ، زَوْبَعات) أو الدُوَّامَةُ الهَوَائِية (جمع: دُوام هوائية أو دُوامات هوائية) أو دوامة الريح أو الريح الدوامية هي دُوامة هواء تنتج من تقلبات واضطرابات هوائية ناتجة عن التسخين ومُنحدر المَمال التياريّ المعروف بالإنجليزية بـ flow or current gradient، ومُنحدر المَمال: هو نسبة الزيادة أو النقص في الحرارة إلخ أو المنحني الذي يمثلها والكلمة {مُنحَدَر المَمالِ} من مجمع اللغة العربية.
تنشأ الدُوّام الهوائية أو الدُوامات الهوائية في أي مكان في العالم وفي أي فصل.